# Respiración atáxica
La respiración atáxica es un patrón anormal de la respiración caracterizado por su irregularidad completa, que combina períodos de apnea con movimientos respiratorios irregulares y superficiales, parece respirar cuando le da la gana. Este signo clínico se asocia con una lesión en los centros respiratorios del tronco del encéfalo, al nivel del bulbo raquídeo y el puente bajo. Es lo mismo que la respiración de Biot y, presenta un mal pronóstico, el cual es usualmente más grave que la respiración de Cheyne-Stokes. En pacientes en coma suele ser la antesala de un paro cardiorrespiratorio.

## Tratamiento

Esquema de las características de varios tipos de respiraciones patológicas.

Se cree que la tecnología de cuidados intensivos puede enmascarar la presencia de la respiración de Biot y la respiración atáxica. Esto podría estar relacionado con el hecho de que el tratamiento típicamente resulta con la intubación inmediata después del diagnóstico, acompañado de ventilación mecánica para regular la respiración de los pacientes.